# Baba Touré
 (janvier 2013).
Si vous disposez d'ouvrages ou d'articles de référence ou si vous connaissez des sites web de qualité traitant du thème abordé ici, merci de compléter l'article en donnant les références utiles à sa vérifiabilité et en les liant à la section « Notes et références ».
Baba Touré est un footballeur sénégalais né en 1959 et mort le 23 juillet 2016,
Dans les années 1980, il évolue à l'Association sportive et culturelle Jeanne d'Arc au poste de milieu offensif. Il est sélectionné à plusieurs reprises en équipe nationale du Sénégal, avec qui il dispute la CAN (Coupe d'Afrique des Nations). Il était le seul joueur à marquer des buts directement sur corners et l'un des meilleurs joueurs de l'époque en Afrique.[Quand ?],,